# Wrae Tower
Wrae Tower ist die Ruine einer Niederungsburg (Tower House) aus dem 16. Jahrhundert südlich des Dorfes Broughton im oberen Tweedtal in der schottischen Council Area Scottish Borders. Die Ruine ist als Kategorie-C-Bauwerk denkmalgeschützt.
Heute ist nur noch ein etwa 9 Meter hohes und 4 Meter breites Fragment des Treppenturms in der Nordostecke des Gebäudes erhalten. Der Turm wurde vermutlich für die Tweedies of Drumelzier errichtet, denen das umgebende Land seit 1320 gehörte.